# Anton Fey
Anton Fey (* 22. November 1916 in Duisburg; † 2. Mai 1997 in Düsseldorf) war ein deutscher Unternehmer und Verbandsfunktionär.

## Leben
Fey wurde als Sohn des Fabrikanten Heinrich Fey und dessen Ehefrau Wilhelmine in Duisburg geboren. Nach dem Besuch des Steinbart-Gymnasiums in Duisburg leistete er seinen Arbeitsdienst ab und wurde anschließend zum Wehrdienst eingezogen. Den Zweiten Weltkrieg erlebte er als Panzer-Pionier in Frankreich, Skandinavien und Russland.
Mit Kriegsende schied er als Offizier aus dem Militär aus und stieg als Partner in die Lohengrin-Werke ein, die er erfolgreich zu einem regional führenden Lebensmittel-Großhändler ausbaute. Er gründete die Einzelhandelskette Verkaufsgemeinschaft (VeGe), deren langjähriger Präsident er wurde und war Präsidiumsmitglied im VDN, der Interessenvertretung des Nahrungsmittelgroßhandels. Für seine erfolgreichen Bemühungen um die Versorgung der Bevölkerung wurde er im August 1968 mit dem Bundesverdienstkreuz am Bande ausgezeichnet.
| Personendaten    | Personendaten                                |
| ---------------- | -------------------------------------------- |
| NAME             | Fey, Anton                                   |
| KURZBESCHREIBUNG | deutscher Unternehmer und Verbandsfunktionär |
| GEBURTSDATUM     | 22. November 1916                            |
| GEBURTSORT       | Duisburg                                     |
| STERBEDATUM      | 2. Mai 1997                                  |
| STERBEORT        | Düsseldorf                                   |